# Al Lusail
Al Lusail è un super yacht varato da Lürssen nel cantiere vicino a Brema. L'esterno dello yacht è opera del progettista H2 Yacht Design. March & White è stato selezionato dal proprietario, lo sceicco Tamim bin Hamad Al Thani, per creare gli interni personalizzati.

## Descrizione tecnica
La lunghezza complessiva è di 123 metri, larghezza massima di 23 m e pescaggio di 5,5 m. Lo scafo è realizzato in acciaio mentre la sovrastruttura è in alluminio con ponti in teak.
Stabilizzatori a velocità zero, palestra, ascensore, piscina, cinema, garage per tender con tender di servizio di 9,10 m,  piattaforma da nuoto, aria condizionata, barbecue, beach club, salone di bellezza, pista per elicotteri e luci subacquee.
Nel 2019 lo yacht aveva un valore di circa 300 milioni di dollari.